# Enyicke vasútállomás
Enyicke vasútállomás Enyickén, a Kassa-vidéki járásban van, melyet a Železničná spoločnosť Slovensko a.s. üzemeltet. Az állomás a vonal áramosított részén helyezkedik el, melynek feszültsége 3 kV.

## Vasútvonalak
Az állomást az alábbi vasútvonalak érintik:
- Zólyom–Kassa-vasútvonal
- Ungvár–Enyicke-vasútvonal

## Kapcsolódó állomások
A vasútállomáshoz az alábbi állomások vannak a legközelebb:
- Hutníky megállóhely
- Bárca megállóhely

## Forgalma
| Járat                         | Útvonal | Gyakoriság |            |
| ----------------------------- | --- | --- | ---------- |
| személyvonat                  | Os | Szepsi-Belváros – Szepsi – Makranc – Csécs – Szeszta – Nagyida – Hutníky – Enyicke – Bárca – Kassa-Erzsébetváros – Kassa | Napi 6 pár |
| (R) Gemeran Poľana gyorsvonat | Pozsony-Újváros – Pozsony főpályaudvar – Pozsony-Szőlőhegy – Galánta – Vágsellye – Érsekújvár – Nagysurány – Léva – Újbánya – Zsarnóca – Garamszentkereszt – Zólyom-személyi – Krivány – Losonc – Fülek – Feled – Tornalja – Pelsőc – Rozsnyó – Szepsi – Kassa – Sároskőszeg – Eperjes | napi 1 pár |            |